# Affoltern am Albis
Affoltern am Albis is een gemeente en plaats in het Zwitserse kanton Zürich, en maakt deel uit van het district Affoltern.
Affoltern am Albis telt ca. 12.000 inwoners (2017).

## Geboren
- Jakob Dubs (1822-1897), politicus, lid van de Bondsraad, bondspresident van Zwitserland
- René Strehler (1934), wielrenner

## Overleden
- Lydia Benz-Burger (1919-2008), telefoniste, redactrice, politica en feministe